# Henk van Kessel
Henk van Kessel   (Mill, 25 de juny de 1946) és un antic pilot de motociclisme neerlandès que va guanyar el Campionat del Món de 50cc de 1974, cosa que el converteix, juntament amb Jan de Vries, en un dels dos únics neerlandesos a haver guanyat mai el campionat del món de velocitat.

## Carrera esportiva

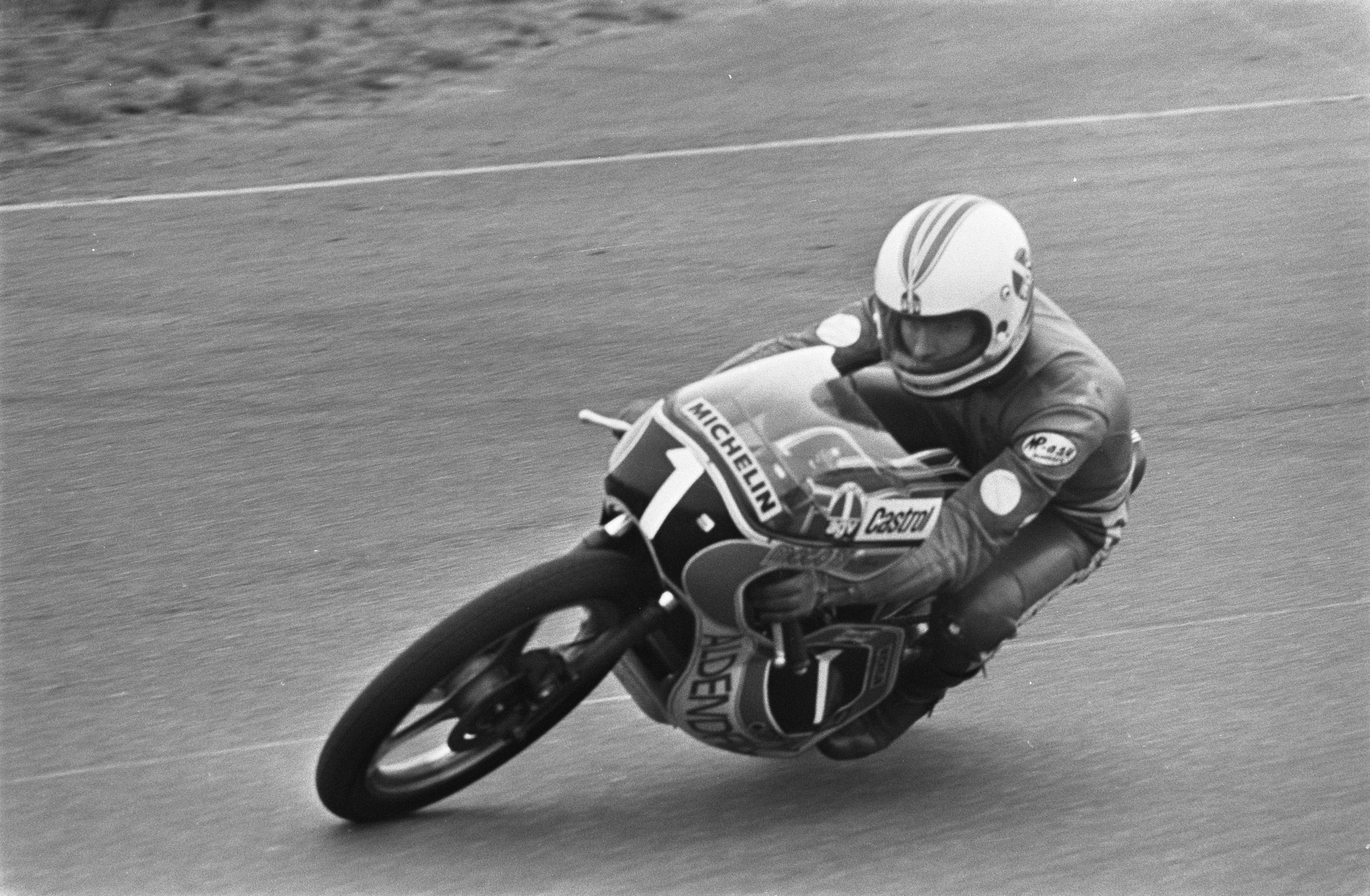
Henk van Kessel amb l'AGV Condor 125 el 1975

Henk van Kessel va debutar als Grans Premis el 1972 amb l'únic resultat d'un desè lloc al Gran Premi de Suècia. La temporada següent va aconseguir dos podis amb una Kreidler 50, fet que li va valer la cinquena posició final al campionat de 50cc. Al mateix temps va participar en unes quantes curses de 125cc amb una Yamaha.
El 1974 va fer una temporada magnífica, amb sis victòries (França, Itàlia, Suècia, Txecoslovàquia, Iugoslàvia i Espanya) i dos segons llocs (Països Baixos i Bèlgica). Amb 46 punts d'avantatge sobre el segon, Herbert Rittberger, aconseguí el campionat còmodament. Alhora, Kreidler Van Veen va guanyar el campionat del món de constructors amb deu victòries en deu curses. Van Kessel va fer servir la Kreidler-Van Veen del mateix Jan de Vries.
L'any 1975, en canvi, Van Veen va preferir confiar les seves motos de "curses client" a l'espanyol Ángel Nieto, que hi va aconseguir també el títol mentre que Henk van Kessel, assistit pel seu amic Jan de Vries, només va poder sumar 12 punts al campionat de 50cc (al de 125cc va obtenir dos tercers llocs). Des d'aquell any fins al 1984, Van Kessel va competir amb diverses motocicletes, sobretot en petites cilindrades i, de vegades, en 250cc: en 50cc, amb Kreidler, Sparta o Bultaco; en 125cc, amb Bridgestone, AGV Condor (moto artesanal creada per ell mateix), EGA (inicials del creador, Jan EGgens i Assen) o Morbidelli; en 250cc, amb AGV Condor i Yamaha. El 1984, la categoria de 50cc fou substituïda per la nova de 80cc i Van Kessel hi va córrer amb motos HuVo-Casal o Krauser. Durant tots aquells anys, els únics resultats destacables del neerlandès van ser tres podis en 125cc (1976), un tercer lloc en 50cc (a Txecoslovàquia el 1978), la seva setena victòria en Gran Premi als 50cc (a Bèlgica el 1979) i un tercer lloc als 80cc a França (1985).
Durant la seva llarga trajectòria esportiva (de 1972 a 1986), va participar en 146 curses de Gran Premi, on va aconseguir 7 victòries i 25 podis.

## Resultats al Mundial de motociclisme
Barem de puntuació de 1969 a 1987:
| Posició | 1  | 2  | 3  | 4 | 5 | 6 | 7 | 8 | 9 | 10 |
| Punts   | 15 | 12 | 10 | 8 | 6 | 5 | 4 | 3 | 2 | 1  |

(Ids. Grans Premis | Llegenda) (Curses en negreta indiquen pole; curses en  itàlica indiquen volta ràpida)
| Any  | Categoria | Equip       | 1       | 2       | 3       | 4       | 5       | 6       | 7       | 8       | 9       | 10      | 11      | 12      | 13      | Punts | Posició |
| ---- | --------- | ----------- | ------- | ------- | ------- | ------- | ------- | ------- | ------- | ------- | ------- | ------- | ------- | ------- | ------- | ----- | ------- |
| 1972 | 50cc      | Kreidler    | GER -   |         |         | NAT -   |         | YUG -   | NED -   | BEL -   | RDA -   |         | SWE 10  |         | ESP -   | 1     | 36è     |
| 1973 | 50cc      | Kreidler    |         |         | GER 2   | NAT Ret |         | YUG -   | NED Ret | BEL -   |         | SWE 6   |         | ESP 3   |         | 27    | 5è      |
| 1973 | 125cc     | Yamaha      | FRA -   | AUT -   | GER -   | NAT -   | IOM -   | YUG -   | NED 10  | BEL 9   | CSR -   | SWE 12  | FIN -   | ESP Ret |         | 3     | 36è     |
| 1974 | 50cc      | Kreidler    | FRA 1   | GER DNS |         | NAT 1   | NED 2   |         | BEL 2   | SWE 1   | FIN Ret | CSR 1   | YUG 1   | ESP 1   |         | 90    | 1r      |
| 1974 | 125cc     | Bridgestone | FRA -   | GER DNS | AUT 4   | NAT Ret |         | NED Ret | BEL Ret | SWE 2   |         | CSR Ret | YUG 3   | ESP -   |         | 30    | 5è      |
| 1975 | 50cc      | Kreidler    |         | ESP -   |         | GER -   | NAT 6   |         | NED 10  | BEL -   | SWE Ret | FIN 6   |         | YUG 10  |         | 12    | 12è     |
| 1975 | 125cc     | AGV-Condor  | FRA -   | ESP -   | AUT 3   | GER 5   | NAT 3   |         | NED -   | BEL 4   | SWE 7   |         | CSR Ret | YUG Ret |         | 38    | 7è      |
| 1975 | 250cc     | AGV-Condor  | FRA -   | ESP -   |         | GER -   | NAT 16  | IOM -   | NED -   | BEL -   | SWE -   | FIN Ret | CSR -   | YUG -   |         | 0     | -       |
| 1976 | 125cc     | AGV-Condor  |         | AUT -   | NAT 4   | YUG 2   |         | NED Ret | BEL Ret | SWE 5   | FIN 3   |         | GER Ret | ESP 3   |         | 46    | 4t      |
| 1976 | 250cc     | Yamaha      | FRA DNQ |         | NAT -   | YUG 12  | IOM -   | NED 16  | BEL 12  | SWE 12  | FIN 10  | CSR -   | GER 15  | ESP 10  |         | 2     | 34è     |
| 1977 | 125cc     | AGV-Condor  | VEN Ret | AUT -   | GER -   | NAT -   | ESP -   | FRA -   | YUG -   | NED Ret | BEL -   | SWE -   | FIN -   |         | GBR -   | 0     | -       |
| 1977 | 250cc     | Yamaha      | VEN -   |         | GER -   | NAT -   | ESP -   | FRA -   | YUG -   | NED DNQ | BEL 25  | SWE -   | FIN -   |         | GBR -   | 0     | -       |
| 1978 | 50cc      | Sparta      |         | ESP -   |         |         | NAT -   | NED 16  | BEL -   |         |         |         | GER 10  | CSR 3   | YUG 12  | 11    | 12è     |
| 1978 | 125cc     | AGV-Condor  | VEN -   | ESP -   | AUT -   | FRA -   | NAT -   | NED 9   | BEL -   | SWE -   | FIN -   | GBR -   | GER 11  |         | YUG 15  | 2     | 29è     |
| 1979 | 50cc      | Sparta      |         |         | GER Ret | NAT -   | ESP -   | YUG -   | NED Ret | BEL 1   |         |         |         |         | FRA 4   | 23    | 7è      |
| 1979 | 125cc     | AGV-Condor  | VEN -   | AUT -   | GER -   | NAT -   | ESP -   | YUG -   | NED 9   | BEL Ret | SWE -   | FIN -   | GBR -   | CSR -   | FRA Ret | 2     | 36è     |
| 1980 | 50cc      | Sparta      | NAT 4   | ESP 3   |         | YUG 5   | NED 7   | BEL Ret |         |         |         | GER 8   |         |         |         | 31    | 5è      |
| 1980 | 125cc     | Condor      | NAT -   | ESP Ret | FRA 21  | YUG -   | NED 8   | BEL Ret | FIN -   | GBR 9   | CSR -   | GER 8   |         |         |         | 8     | 19è     |
| 1981 | 50cc      | Bultaco     |         |         | GER Ret | NAT Ret |         | ESP Ret | YUG Ret | NED 2   | BEL 2   | SM 2    |         |         | CSR 19  | 36    | 7è      |
| 1981 | 125cc     | EGA         | ARG -   | AUT 10  | GER 6   | NAT -   | FRA -   | ESP 10  | YUG Ret | NED 14  |         | SM -    | GBR -   | FIN -   | CSR -   | 7     | 22è     |
| 1982 | 50cc      | Kreidler    |         |         |         | ESP Ret | NAT 10  | NED Ret |         | YUG -   |         |         |         | SM -    | GER Ret | 1     | 21è     |
| 1982 | 125cc     | MBA         | ARG Ret | AUT Ret | FRA 13  | ESP 16  | NAT Ret | NED Ret | BEL Ret | YUG -   | GBR -   | SWE Ret | FIN -   | CSR 10  |         | 1     | 28è     |
| 1983 | 125cc     | MBA         |         | FRA Ret | NAT 19  | GER 14  | ESP 9   | AUT 12  | YUG Ret | NED 13  | BEL 8   | GBR 8   |         | SM 7    |         | 12    | 17è     |
| 1984 | 80cc      | HuVo-Casal  |         | NAT -   | ESP 2   | AUT -   | GER -   |         | YUG -   | NED -   | BEL -   |         |         | SM -    |         | 12    | 11è     |
| 1984 | 125cc     | MBA         |         | NAT Ret | ESP 13  |         | GER Ret | FRA 10  |         | NED 8   |         | GBR Ret | SWE Ret | SM Ret  |         | 4     | 19è     |
| 1985 | 80cc      | HuVo-Casal  |         | ESP Ret | GER Ret |         | NAT Ret | YUG 9   | NED 5   |         | FRA 3   |         |         | SM Ret  |         | 18    | 8è      |
| 1986 | 80cc      | Krauser     | ESP Ret | NAT Ret | GER 8   | AUT 11  | YUG 12  | NED 11  |         |         |         | GBR Ret |         | SM -    | BWU 9   | 5     | 17è     |